# قره‌باغ (کابل)
قره‌باغ شهری واقع در مرکز ولسوالی قره‌باغ، ولایت کابل، افغانستان است.